# Yousri Ghali
Pour les articles homonymes, voir Ghali.
Yousri Ghali (arabe : يسري الغالي), né le 10 mars 1980 à Téboulba, est un handballeur tunisien jouant au poste de pivot.

## Palmarès

### Clubs
- Vainqueur du championnat de Tunisie : 2011, 2013, 2014, 2015
- Vainqueur de la coupe de Tunisie : 2012, 2013, 2015
- Médaille d'or à la Ligue des champions d'Afrique 2010 (Maroc)
- Médaille d'or à la Ligue des champions d'Afrique 2013 (Maroc)
- Médaille d'or à la Ligue des champions d'Afrique 2014 (Tunisie)
- Vainqueur de la Supercoupe d'Afrique 2014 (République du Congo)
- Médaille d'or à la coupe d'Afrique des vainqueurs de coupe 2014 (République du Congo)
- Médaille de bronze à la Ligue des champions d'Afrique 2012 (Maroc)
- Vainqueur de la coupe arabe des clubs vainqueurs de coupe 2013 (Maroc)
- Médaille d'or à la Supercoupe d'Afrique 2015 (Gabon)

### Équipe nationale
- Médaillé de bronze aux Jeux africains de 2007 (Algérie)
- Médaillé de bronze aux Jeux méditerranéens de 2009 (Italie)